# Keskinen Vuoskujärvi
Keskinen Vuoskujärvi eller Vuoskujärvet är sjöar i Finland. De ligger i kommunen Pello i landskapet Lappland, i den norra delen av landet, 700 km norr om huvudstaden Helsingfors. Keskinen Vuoskujärvi ligger 127,9 meter över havet. Den är 5,6 meter djup. Arean är 53,1 hektar och strandlinjen är 4,01 kilometer lång. Sjön  ingår i Torne älvs huvudavrinningsområde. 